# Puchar Azji U-23 w piłce nożnej
Puchar Azji U-23 w piłce nożnej (ang. AFC U-22 Asian Cup) – rozgrywki piłkarskie w Azji organizowane przez AFC i przeznaczone dla młodzieży do 22 lat. Pierwszy turniej został początkowo wyznaczony na 2013, a jego mecze kwalifikacje startowały w 2012 ale później turniej finałowy został przeniesiony na styczeń 2014 roku. 
Turniej planowano rozgrywać co dwa lata.

## Format
Format turnieju 2013 wygląda następująco:
- szesnaście drużyn weźmie udział w turnieju finałowym, w tym gospodarzy, które automatycznie kwalifikują się.
- drużyny posiano o wynik Mistrzostw AFC U-19 w piłce nożnej 2010 .
- turniej odbędzie się w ciągu 16 dni.
- trzy lub cztery stadiony w co najwyżej dwóch miastach będą potrzebne do organizacji turnieju.

Państwa przyjmujące turniej finałowy będą wybierane rotacyjnie według regionów: o regionie, który pierwszy przyjmie turniej, zadecyduje losowanie.
Ponadto, gracze które uczestniczyli w mistrzostwach wyższej grupy wiekowej (w tym turnieju i / lub mistrzostwach AFC U-19) nie będą mogli zagrać w mistrzostwach AFC U-16.

## Finały
| Rok                   | Gospodarz  |                  | Finał        | Finał            | Finał                   |              | Mecz o 3. miejsce | Mecz o 3. miejsce | Mecz o 3. miejsce |
| Rok                   | Gospodarz  | Zwycięzca        | Wynik        | 2. miejsce       | 3. miejsce              | Wynik        | 4. miejsce        |                   |                   |
| 2013 Szczegóły        | Oman       | Irak             | 1–0          | Arabia Saudyjska | Jordania                | 0–0          | Korea Południowa  |                   |                   |
| 2013 Szczegóły        | Oman       | Irak             | 1–0          | Arabia Saudyjska | 3 - 2 w rzutach karnych |              |                   |                   |                   |
| AFC U-23 Championship |            |                  |              |                  |                         |              |                   |                   |                   |
| 2016 Szczegóły        | Katar      | Japonia          | 3–2          | Korea Południowa | Irak                    | 2–1 po dogr. | Katar             |                   |                   |
| 2018 Szczegóły        | Chiny      | Uzbekistan       | 2–1 po dogr. | Wietnam          | Katar                   | 1–0          | Korea Południowa  |                   |                   |
| 2020 Szczegóły        | Tajlandia  | Korea Południowa | 1–0 po dogr. | Arabia Saudyjska | Australia               | 1–0          | Uzbekistan        |                   |                   |
| AFC U-23 Asian Cup    |            |                  |              |                  |                         |              |                   |                   |                   |
| 2022 Szczegóły        | Uzbekistan | Arabia Saudyjska | 2–0          | Uzbekistan       | Japonia                 | 3–0          | Australia         |                   |                   |
| 2024 Szczegóły        | Katar      |                  |              |                  | Irak U-23               | 2–1 po dogr. | Indonezja U-23    |                   |                   |

## Statystyki
| Lp. | Drużyna          | Mistrz | Wicemistrz | Lata triumfów |
| --- | ---------------- | ------ | ---------- | ------------- |
| 1.  | Arabia Saudyjska | 1      | 2          | 2022          |
| 2.  | Korea Południowa | 1      | 1          | 2020          |
| 2.  | Uzbekistan       | 1      | 1          | 2018          |
| 4.  | Irak             | 1      | 0          | 2013          |
| 4.  | Japonia          | 1      | 0          | 2016          |
| 6.  | Wietnam          | 0      | 1          |               |

* = jako gospodarz